# Trichocoroninae
Trichocoroninae, podtribus glavočika,  dio tribusa Eupatorieae. Postoje 3 roda iz Sjeverne Amerike..
Ime ovog podplemena potječe od njegovog najvažnijeg roda Trichocoronis A.Gray, 1849. koji se pak sastoji od dvije grčke riječi: "trichos" (= kosa) i "koronos" (= kruna) i odnosi se na posebno oblik papusa plodova njegove vrste.

## Rodovi
1. Trichocoronis A. Gray (2 spp.)
2. Shinnersia R. M. King & H. Rob. (1 sp.)
3. Sclerolepis Cass. (1 sp.)